# Вліст
Вліст (нід. Vlist, нід. вимова: [vlɪst] ( прослухати)) — село в нідерландській провінції Південна Голландія. Входить до муніципалітету Крімпенервард.
Його площа становить 56,51 км².
До 2015 року мало статус окремого муніципалітету.